# Janovice (Velká Bíteš)

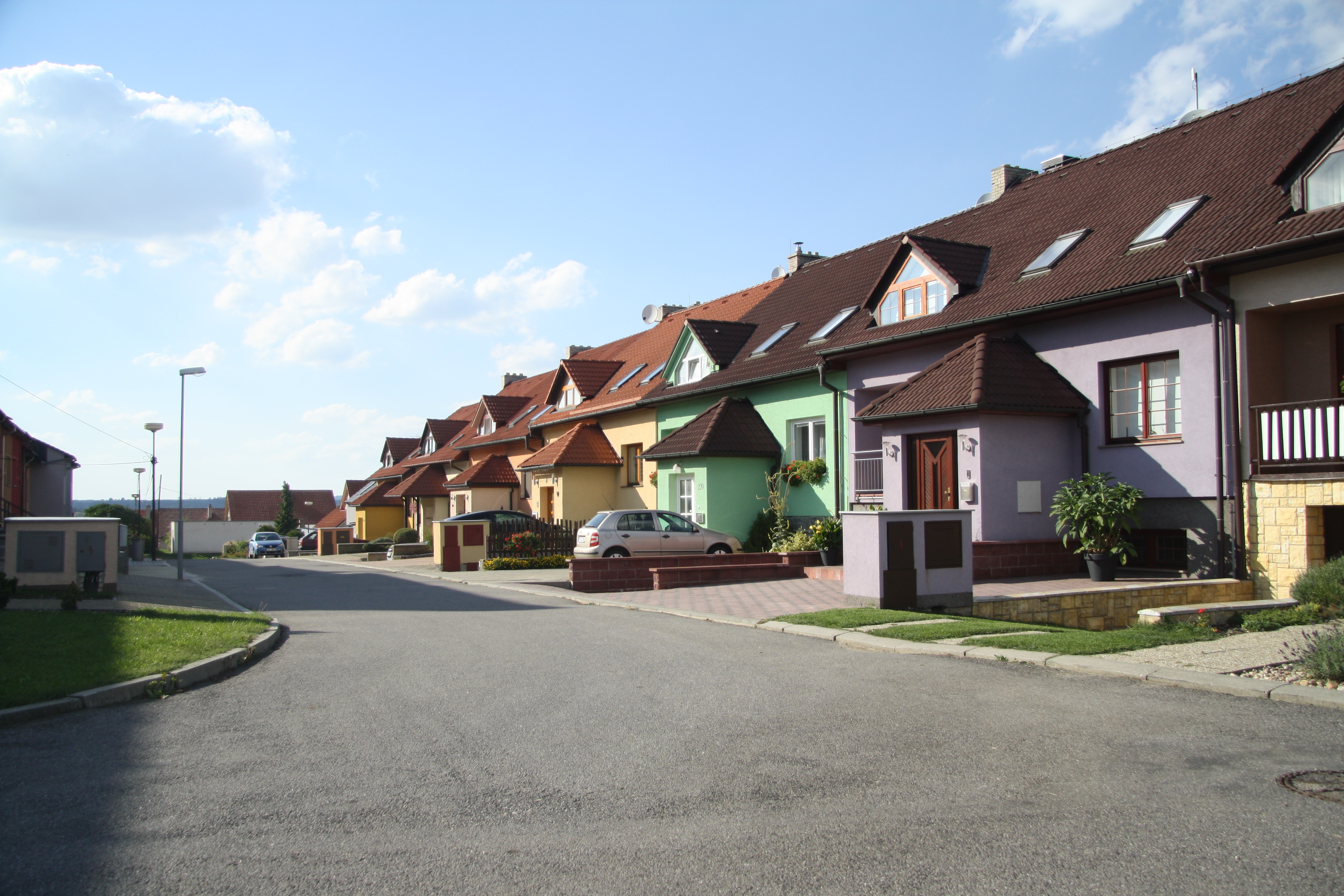
Straße in Janovice

Janovice (deutsch Janowitz) ist ein Ortsteil der Stadt Velká Bíteš in Tschechien. Er liegt unmittelbar südöstlich von Velká Bíteš und gehört zum Okres Žďár nad Sázavou.

## Geographie
Janovice befindet sich rechtsseitig des Baches Bítýška in der Křižanovská vrchovina (Krischanauer Bergland) im Süden der Böhmisch-Mährischen Höhe. Im Norden erhebt sich der Kříb (495 m n.m.), nordöstlich die Bítešská horka (494 m n.m.). Durch Janovice führen die Staatsstraße II/395 zwischen Velká Bíteš und Rosice sowie II/602 nach Říčany; südlich verläuft die Autobahn D 1. 
Nachbarorte sind Křoví und Svatoslav im Nordosten, Radoškov, Otmarov und Přibyslavice im Osten, Lesní Hluboké, Zálesná Zhoř, Klečany und Ludvíkov im Südosten, Košíkov und Krokočín im Süden, Jindřichov, Demáčky und Jestřabí im Südwesten, Březka im Westen sowie Velká Bíteš im Nordwesten.

## Geschichte
Die erste schriftliche Erwähnung von Janovice erfolgte 1295 als Hinz von Leipa dem Bitescher Richter eine Hälfte des Dorfes verkaufte. Kurz darauf veräußerte der Richter das gesamte Dorf an Marwold von Ostrawica. Im Jahre 1504 verkaufte Ctibor von Janowic den wüsten Hof in Janovice an die Brüder Johann und Wenzel von Lomnitz-Namiescht, die ihn 1508 zusammen mit vier Teichen und den Zinsleuten auf der Kleinen Seite bei Bitesch für 400 Dukaten und 200 Schock Groschen der Stadtgemeinde Bitesch verkauften. Zuvor hatte 1505 die Bürgersfrau Dorothea Hladky auf ihrem Erbgut in Janovice eine Stiftung von 500 Schock Groschen für Seelenmessen, Verteilung unter die Armen sowie zur Unterhaltung der Stadt- und Friedhofsmauern, der Brücke und des Steges über die Bítýška hinterlassen. Später fiel das Dorf Janovice wüst. Im 19. Jahrhundert entstand auf den Fluren des erloschenen Dorfes eine Vorstadt.
Nach der Aufhebung der Patrimonialherrschaften bildete Janovské Předměstí / Vorstadt Janowitz ab 1849 einen Ortsteil der Stadt Velká Bíteš / Groß Bittesch im Gerichtsbezirk Groß Bittesch. Ab 1869 gehörte Janovské Předměstí zum Bezirk Groß Meseritsch. Zu dieser Zeit hatte die Vorstadt 421 Einwohner und bestand aus 63 Häusern. Ab 1880 wurde Janovské Předměstí nicht mehr als Ortsteil ausgewiesen. Im Jahre 1900 lebten in Janovice 417 Personen; 1910 waren es 472. Im Jahre 1930 bestand Janovice aus 95 Häusern und hatte 478 Einwohner. Zwischen 1939 und 1945 gehörte Janovice / Janowitz zum Protektorat Böhmen und Mähren. 1948 wurde Janovice dem Okres Velká Bíteš zugeordnet; im Zuge der Gebietsreform und der Aufhebung des Okres Velká Bíteš kam Janovice am 1. Juli 1960 zum Okres Žďár nad Sázavou. In der zweiten Hälfte des 20. Jahrhunderts setzte in der Vorstadt eine rege Bautätigkeit ein; 1970 wurden 189 gezählt. Zwischen 1982 und 1992 wurde Janovice wieder als Ortsteil von Velká Bíteš geführt, und seit Anfang 1998 erneut. Beim Zensus von 2001 lebten in den 233 Häusern von Janovice 814 Personen. 2011 hatte Janovice 834 Einwohner.

## Ortsgliederung
Der Ortsteil Janovice besteht aus den Grundsiedlungseinheiten Psí hora und Za Hadrem. Zu Janovice gehören zudem die Einschichten Dolní Mlýn, Klečany, Přední Mlýn, Prostřední Mlýn, Rasovna und Večeřova Cihelna.
Janovice ist Teil des Katastralbezirkes Velká Bíteš.

## Sehenswürdigkeiten
- Kapelle der Jungfrau Maria, am östlichen Ortsrand
- Kapelle des hl. Antonius, südwestlich von Janovice